# アブロ シャクルトン
アブロ シャクルトン
退役後Swartkop空軍基地に展示されている南アフリカ空軍のアブロ シャクルトン Mk 3, SAAF 1721
- 用途：哨戒機
- 製造者：アブロ
- 運用者

  -  イギリス（イギリス空軍）
  -  南アフリカ共和国（南アフリカ空軍）
- 初飛行：1949年3月9日
- 生産数：185機
- 運用開始：1951年4月

アブロ シャクルトン（Avro Shackleton）は、アブロ社がアブロ リンカーン爆撃機に新しい胴体を取り付けて開発し、イギリス空軍により使用された長距離洋上哨戒機である。元々は主に対潜戦（ASW）と洋上哨戒機（MPA）として、後に早期警戒管制機（AEW）、捜索救難（SAR）やその他の任務が追加されて1951年から1990年まで使用され、南アフリカ空軍でも1957年から1984年までの期間使用された。機体名称は極地探検家のアーネスト・シャクルトンに因んで命名された。

## 設計と開発

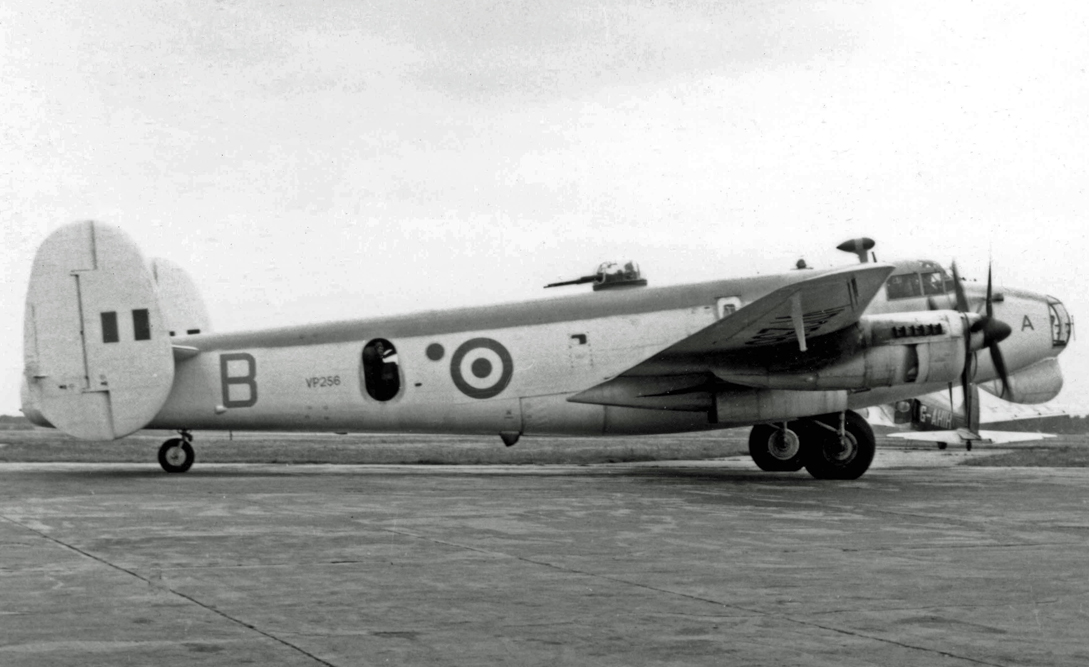
英空軍 空軍沿岸航空軍団 第269飛行隊のシャクルトン MR.1（1953年）

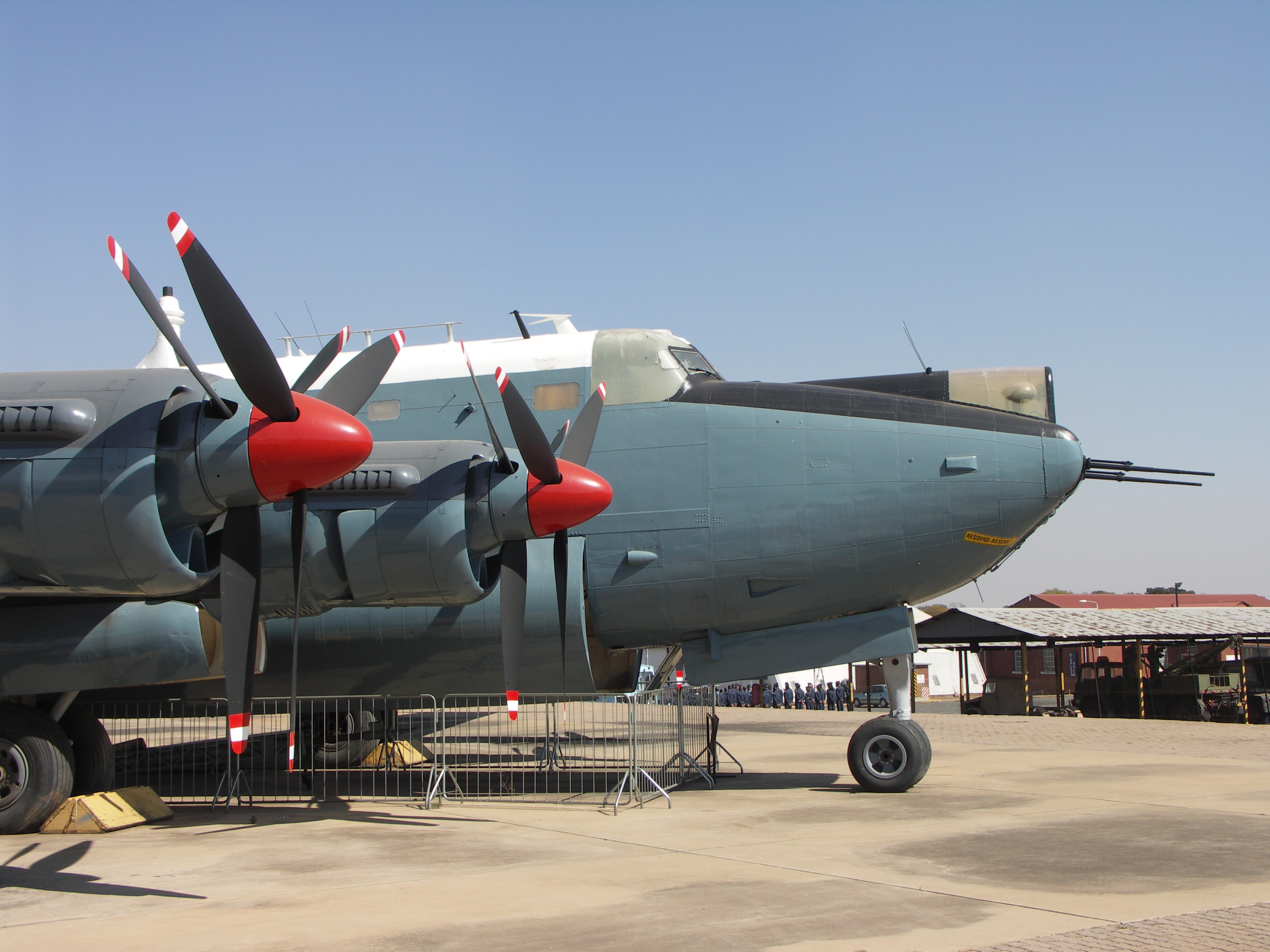
シャクルトンの2重反転プロペラ

シャクルトンはロイ・チャドウィックによりアブロ 「タイプ696」として開発された。この機体はアブロ リンカーンを基にしており、リンカーン自体はチャドウィックの初期の設計作であり、その当時はASW機として使用されていた第二次世界大戦時の成功作であるアブロ ランカスター重爆撃機から派生した機体であった。シャクルトンとなる機体の設計はリンカーンの主翼と降着装置に新しい胴体を結合させるというものであり、開発期間中は当初「リンカーン ASR.3」と呼ばれていた。ロールス・ロイス グリフォン エンジンで直径13 ft (4 m) の2重反転プロペラを駆動し、特徴のあるエンジン音に加え操縦士が聴覚障害を引き起こすほどの高周波音を発生した。MR.1の初飛行が1949年3月9日にアブロ社の主任テストパイロットのJ・H・オーレル（J.H. ("Jimmy") Orrell）の操縦で行われた。ASW任務でシャクルトンはソノブイ、電子支援手段（ESM）、Autolycus（ディーゼル排煙探知装置）と短期間信頼性の低い磁気探知機（MAD）を携行した。武装は爆弾9発、又は3発の航空魚雷か爆雷と20 mm 機関砲を搭載していた。
MR.2は運用からのフィードバックにより改良された型で、熱心な愛好家からはシャクルトンの決定版だと考えられている。全周囲への索敵とバードストライクの危険を最小限に抑えるためにレドームは機首から胴体下面へ移設され、機首と機尾の双方が延長された。尾翼は再設計され、降着装置は強化された。
MR.3は搭乗員からの要請に応じて改設計されたもう一つの型であった。首車輪式降着装置が導入され、胴体は全般的に拡大され、改良型のエルロンと翼端増槽が取り付けられた。15時間に及ぶ飛行を行う搭乗員の士気を高めるために遮音性を向上させ、専用のギャレーと仮眠用スペースが設けられた。これらの改良により英空軍のMR.3は離陸重量が30,000 lb (13,600 kg) (Ph. III) 以上に増加し、離陸するためには補助動力としてアームストロング・シドレー ヴァイパー Mk.203 ターボジェットエンジンの使用（JATO）が不可欠となった。この特殊な型は機体に負荷がかかり、英空軍のMR.3はMR.2よりも早く退役せざるを得ないほど極端に飛行寿命が減じられた。南アフリカ共和国への武器禁輸のお陰で南アフリカ空軍のMR.3にはこの改良策が施されず、南アフリカ独自の改良が続けられた。

## 運用の歴史
合計で185機のシャクルトンが1951年から1958年に生産され、飛行可能な1機（エイステールプラート空軍基地のSAAF 1722）を含める約12機がいまだ完全な状態にあると信じられているが、飛行可能な機体は操縦資格を持つ搭乗員がおらず飛行できない。

### イギリス空軍

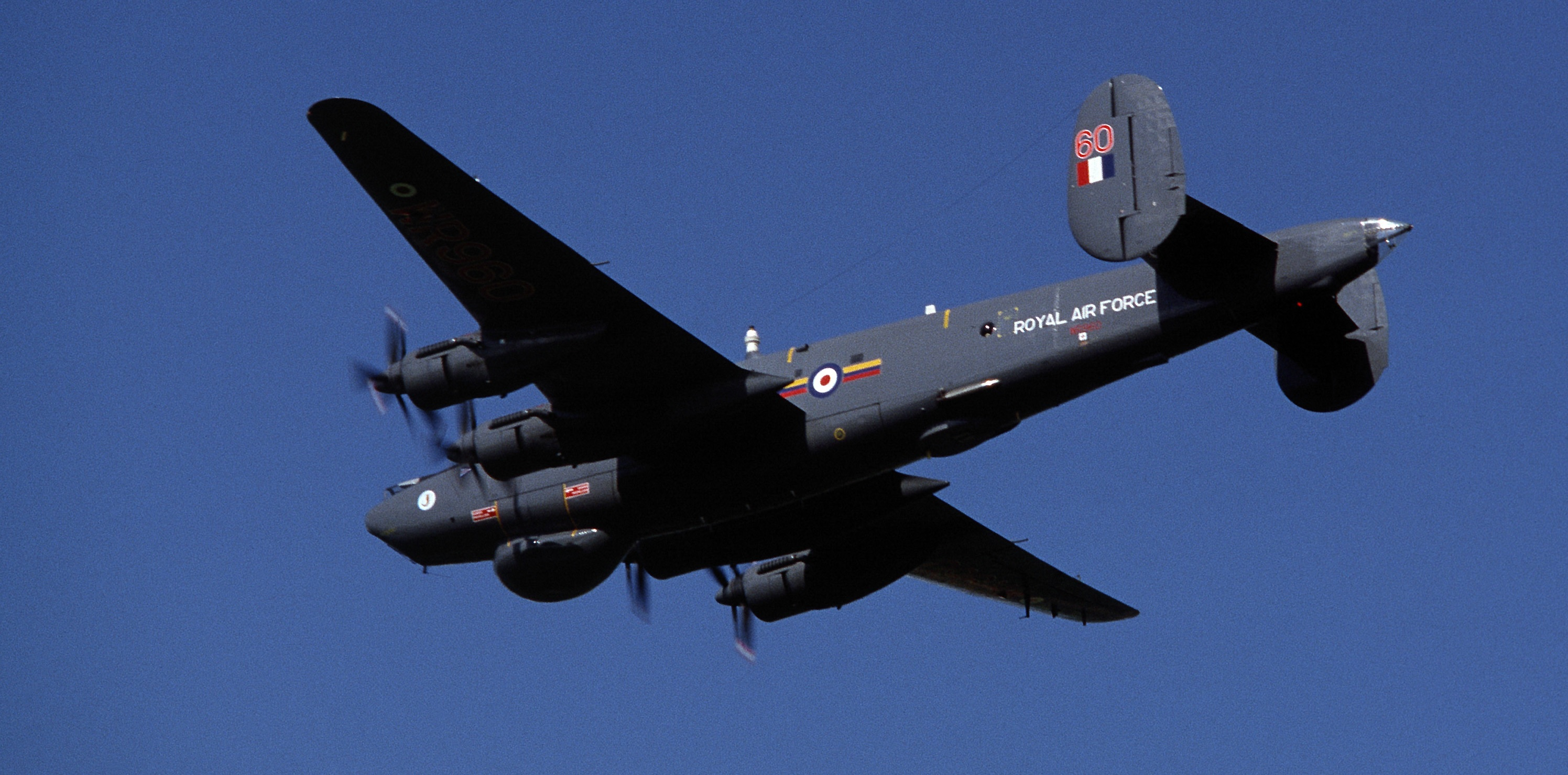
1973年から1991年まで英空軍第8飛行隊がシャクルトン AEW2を運用

第1線に配備されたMR.1は1951年4月に空軍沿岸航空軍団に配備され、スエズ危機で運用が開始された。
全ての型がグリフォン エンジンを搭載していたことにより燃料と潤滑油の高い消費率、騒音、繊細さによる高い整備負荷に悩まされた。1961年にMR.2のエンジンは400飛行時間毎にエンジンヘッドのオーバーホールとシリンダー・ヘッドからスパークプラグを外して点検することが必要とされた。6機編成の1飛行隊で毎日のようにエンジン交換が行われることは珍しいことではなかった。機体の型の変更時期の度にエンジン換装の計画が持ち上がったが、有力候補のネイピア ノーマッドに換装されることはなかった。
1960年代初めにシャクルトンの代替機の要求が初めて上がった。1969年にホーカー・シドレー ニムロッドが登場するとほとんどの任務でシャクルトンはお役御免となったが、1972年までは主力SAR機として第一線に留まった。シャクルトンを退役させるという意図は、フェアリー ガネットの退役に伴う北海と北大西洋でのAEW哨戒任務の必要性から実現しなかった。暫定的な装置として既存のAN/APS-20レーダーを搭載したMk. IIのAEW.2が1972年から就役したため新しい設計の機体は1970年代遅くまで必要とされなかった。ニムロッド AEWへの代替計画が長期化し、最終的に英空軍がニムロッド AEWを諦め1991年にE-3 セントリーを導入するまでシャクルトンの後継機は登場しなかった。

### 南アフリカ空軍

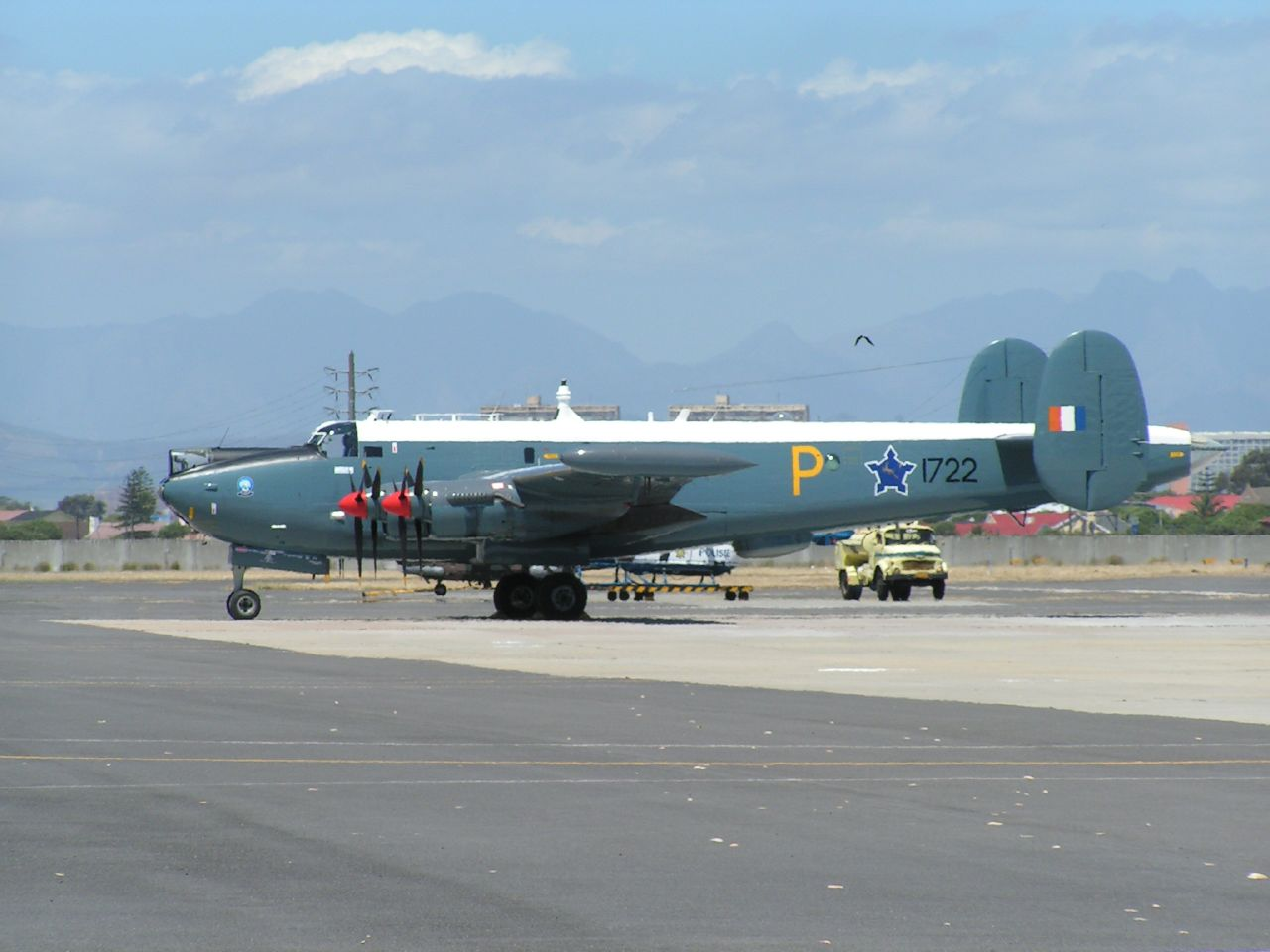
唯一の飛行可能な南アフリカ空軍の「1722」機

1953年に4機の英空軍のMR.2を評価した後で、南アフリカ空軍は洋上哨戒任務用にショート サンダーランドの代替として8機のシャクルトンを発注した。南アフリカの環境に適応するように幾つかの改善が要求され、この機体がMR.3となった。これらの機体には1716から1723の登録記号を付与され、南ア空軍第35飛行隊で1984年9月まで洋上哨戒任務に就いていた。
機体の中には冗談のネタにされるものもあったが、シャクルトンは「密集編隊で飛行する10万個のリベット」と表された。

## 派生型

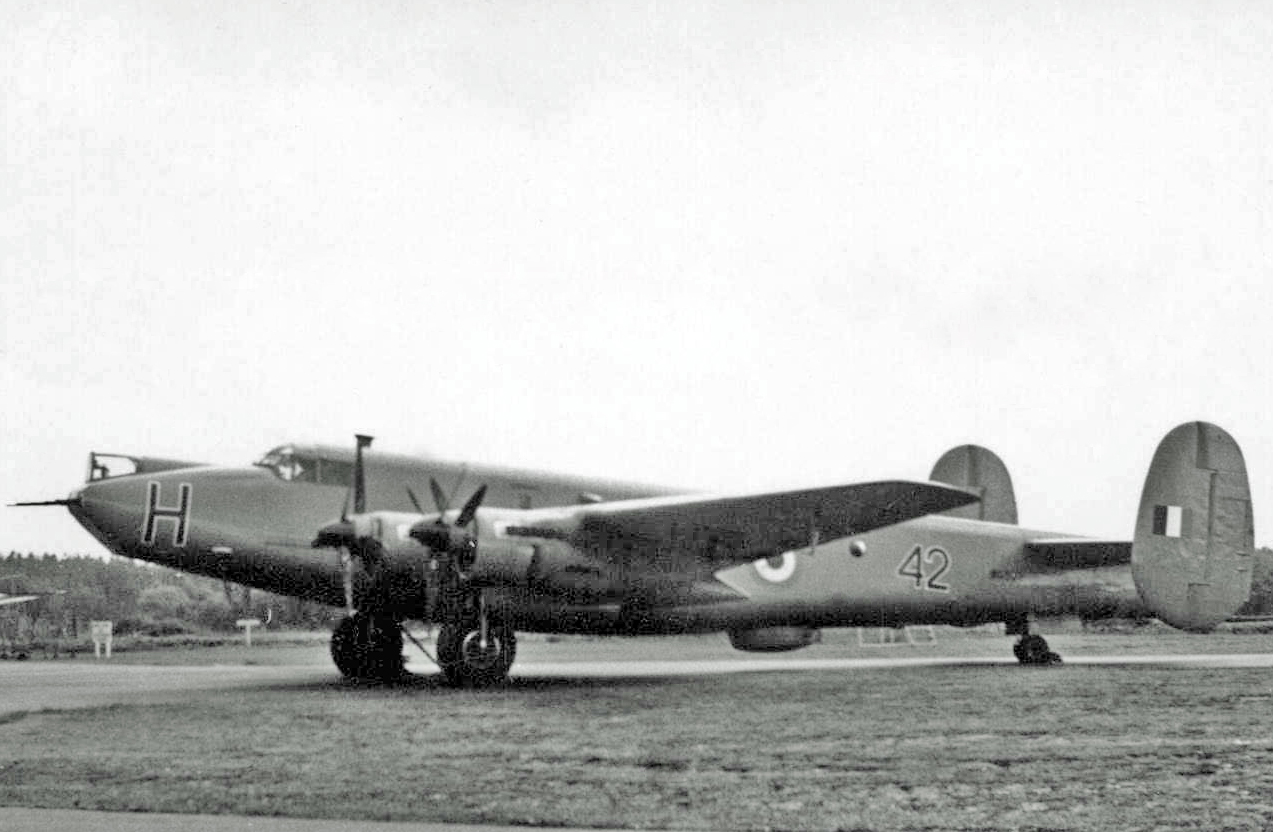
英空軍 第42飛行隊のシャクルトン MR.2（1956年）

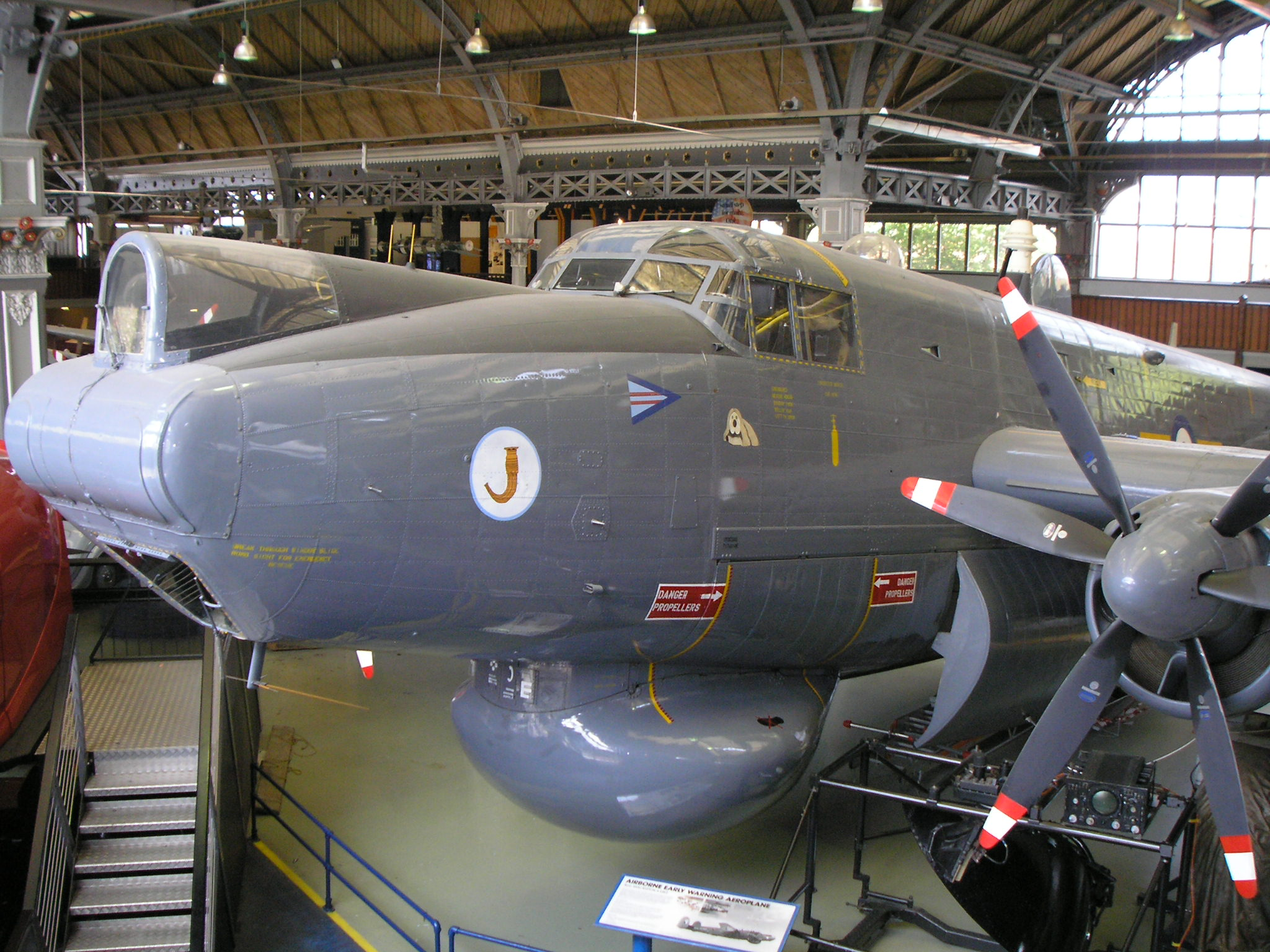
マンチェスター産業科学博物館に展示されているシャクルトン AEW.2

シャクルトン MR.1
英空軍向けの最初の量産型。旧称シャクルトン GR.1と改称。29機製造。
シャクルトン MR.1A
グリフォン 57A エンジン搭載型。機首下のレドーム装備。1951年4月から就役。47機製造。
シャクルトン MR.2
機首を延長し、レドームを胴体下面に移設した型。60機製造され、他に21機も製造されたがMR.3になった。
シャクルトン MR.2C
シャクルトン MR.3の航法機器と防御武装を備えた数機のシャクルトン MR.2。9機ほど。
シャクルトン MR.3
洋上哨戒、対艦船機型。降着装置を尾輪式から首車輪式へ変更。翼端増槽を装着。33機製造され、内8機が南アフリカ共和国へ輸出。
シャクルトン MR.3 Phase 2
シャクルトン MR.3に離陸補助（JATO）のためのアームストロング・シドレー ヴァイパー ターボジェットエンジンを2基装着した型。
シャクルトン MR.4
新しい洋上哨戒機型の計画。製造されず。
シャクルトン AEW.2
早期警戒機; 元フェアリー ガネット早期警戒機のレーダーを流用してMR.2を改装。
シャクルトン T.4
航法訓練機への改装型。

## 運用

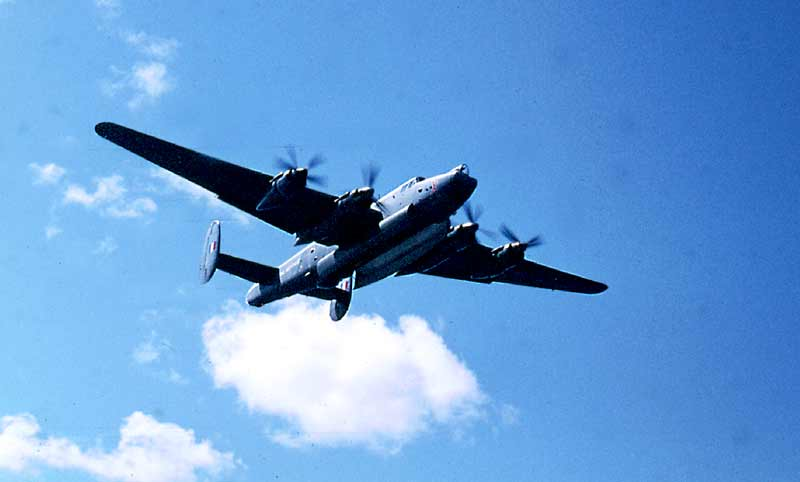
郵便物を投下するシャクルトン（Beira 、1970年7月）

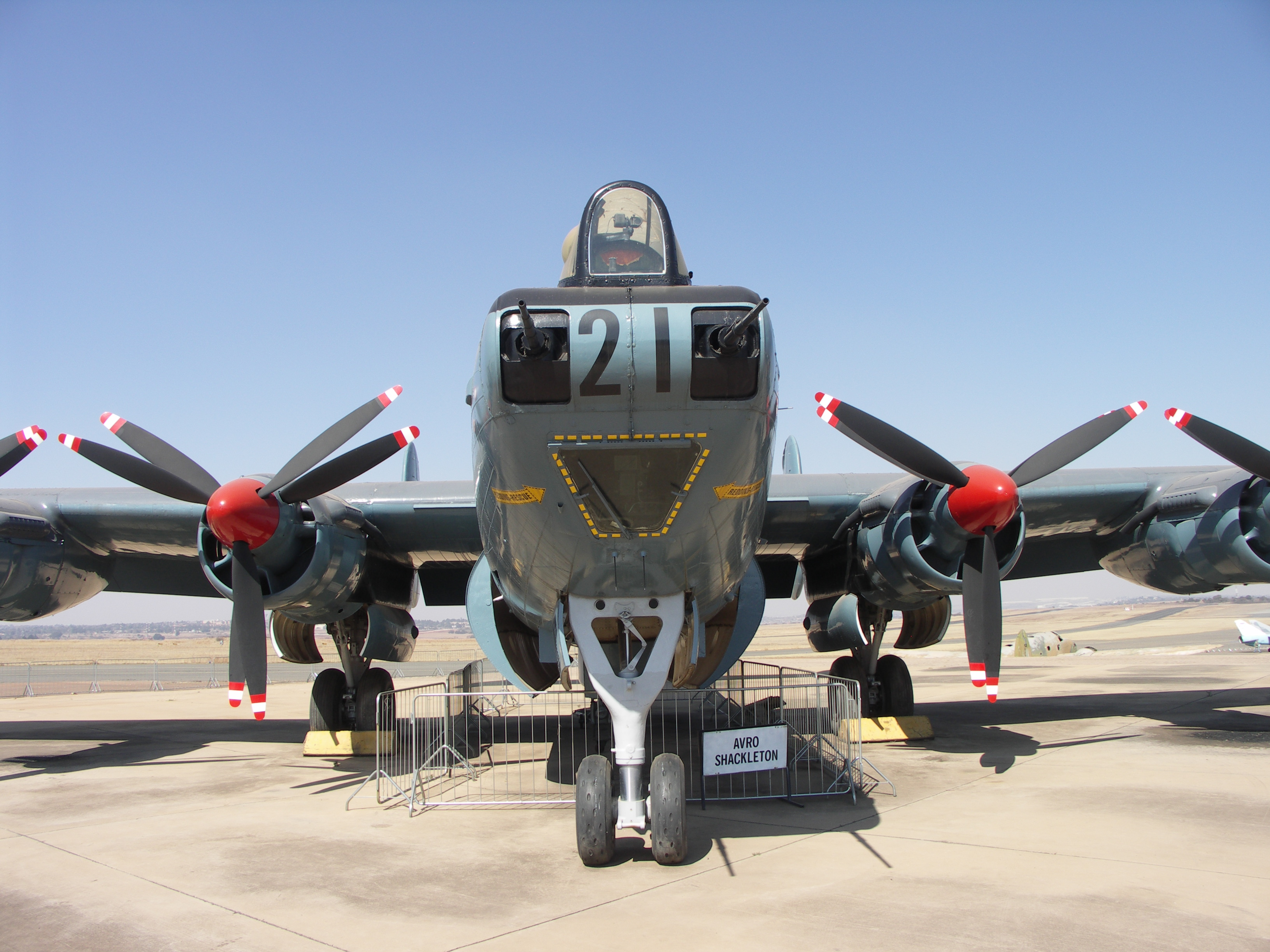
機首に装備した2門の20 mm イスパノ・スイザ機関砲

南アフリカ
- 南アフリカ空軍
  - 第35飛行隊が8機を受領

 イギリス
- 英空軍（空軍沿岸航空軍団）
  - 第8飛行隊
  - 第37飛行隊
  - 第38飛行隊
  - 第42飛行隊
  - 第52飛行隊 - 輸送任務用に2機を使用
  - 第120飛行隊
  - 第201飛行隊
  - 第203飛行隊
  - 第204飛行隊
  - 第205飛行隊
  - 第206飛行隊
  - 第210飛行隊
  - 第220飛行隊
  - 第224飛行隊
  - 第228飛行隊
  - 第240飛行隊
  - 第269飛行隊
  - 英空軍 第236運用転換部隊（No. 236 Operational Conversion Unit, RAF）
  - 英空軍 洋上運用訓練部隊（Maritime Operational Training Unit, RAF）
  - 英空軍 空対艦兵装開発部隊（Air Sea Warfare Development Unit, RAF）

## 現存機

### 飛行可能機
- 南アフリカ空軍の「1722」機が唯一の飛行可能なシャクルトンである。この機体はエイステールプラート空軍基地にある南アフリカ空軍博物館により所有、運用されており、1957年から1984年まで南アフリカ空軍で運用された8機の中の1機で、現在は展示飛行の機会のみ使用されている。

### 地上展示機
- MR2C WL795 イングランドのセント・マウガン空軍基地に展示。
- MR2 WR963 イングランドのコヴェントリー空港で「シャクルトン保存基金」（"Shackleton Preservation Trust"）により保存されている高速タクシング可能な機体。
- AEW2 WR960 イングランドのマンチェスター産業科学博物館に展示。
- MR3 WR971 イングランドのウィスベッチにあるフェンランド & ウエストノーフォーク航空博物館（Fenland & West Norfolk Aviation Museum）に展示。
- MR3 WR974 イングランドのガトウィック航空博物館に展示。エンジン稼動可能。
- MR3 WR977 イングランドのニューアーク航空博物館に展示。
- MR3 WR982 イングランドのガトウィック航空博物館に展示。
- MR3 WR985 イングランドのロングマーストンで個人により所有。
- AEW2 WL747 キプロスのパフォス国際空港の11/29滑走路西端に遺棄
- AEW2 WL757 キプロスのパフォス国際空港の11/29滑走路西端に遺棄
- AEW2 WL790 アリゾナ州 ツーソンのピマ航空宇宙博物館に展示。
- SAAF 1716 ('Pelican 16') は1994年に飛行可能な状態に修復されたが、同年英国に向かう途中でエンジン停止が重なりサハラ砂漠（北緯22度37分50秒 西経13度14分15秒 / 北緯22.6305度 西経13.2375度）に不時着。[7]。この事故による負傷者はいなかったが、機体は砂漠に遺棄された[8]。
- SAAF 1717 クワズールーの交通博物館に展示。
- SAAF 1720 エイステールプラート空軍基地に展示。
- SAAF 1721 スヴァルトコップ空軍基地の南アフリカ空軍博物館に展示。
- SAAF 1723 ヨハネスブルグ、ソウェトのN1高速道路傍のヴィックス・ヴァイキング・ガレージ（the Vic's Viking Garage）に展示。
- MR3 XF708 イングランドのダックスフォード帝国戦争博物館に展示。

## 要目
Data from[citation needed]
- 乗員：10名
- 全長：26.61 m (87 ft 4 in)
- 全幅：36.58 m (120 ft)
- 全高：5.33 m (17 ft 6 in)
- 翼面積：132 m² (1,421 ft²)
- 最大翼面荷重：300 kg/m² (61 lb/ft²)
- 翼型：NACA 23018改（付け根）、NACA 23012（翼端） [9]
- 空虚重量：23,300 kg (51,400 lb)
- 最大離陸重量：39,000 kg (86,000 lb)
- 燃料搭載量：19,360 L (4,258 imperial gallons)
- エンジン：4 × ロールス・ロイス グリフォン 57 液冷V型12気筒、1,960 hp (1,460 kW)
- 最小馬力重量：150 W/kg (91 hp/lb)
- プロペラ：2重反転プロペラ（直径4 m）
- 最大速度：480 km/h (300 mph, 260 kn)
- 航続距離：3,620 km (2,250 mi, 1,950 nmi)
- 巡航高度：6,200 m (20,200 ft)
- 滞空時間：14.6 時間

- 武装
  - 機銃：2 × 20 mm イスパノ マークV機関砲（機首）
  - 爆弾：爆弾 10,000 lb (4,536 kg)、魚雷、機雷